# Fred Zollner
Fred Zollner (Little Falls, 22 gennaio 1901 – North Miami, 21 giugno 1982) è stato un imprenditore e dirigente sportivo statunitense, membro del Naismith Memorial Basketball Hall of Fame dal 1999 in qualità di contributore.
Soprannominato  "Mr. Pro Basketball", negli anni trenta fu il fondatore e comproprietario con la sorella Janet dei Fort Wayne Zollner Pistons, poi divenuti Detroit Pistons.
Fu inoltre tra i protagonisti della fusione tra la National Basketball League e la Basketball Association of America, che diede vita alla National Basketball Association. Fu poi tra i maggiori finanziatori della NBA, divenendo una figura chiave per lo sviluppo della lega.
Nel 1952 divenne il primo proprietario di una franchigia NBA ad acquistare un aereo privato (un DC-3) per gli spostamenti della squadra.